# Tōji-in
Tōji-in (等持院?) è un tempio buddista della setta Rinzai Tenryū situato nel quartiere di Kita a Kyoto, in Giappone, e uno dei due templi funerari (bodaiji) dedicati ad Ashikaga Takauji, primo Shōgun della dinastia Ashikaga. Il suo principale oggetto di culto è Shakyamuni, e il suo prefisso onorario sangō è Mannenzan (萬年山?).

## Storia
Il Tōji-in fu fondato ai piedi del Monte Kinugasa nel 1341 dallo stesso Takauji in adempimento di un voto. Lo ha fatto sotto la guida del famoso insegnante Zen, calligrafo, poeta e creatore di giardini Musō Soseki, che ha creato i giardini Zen e gli stagni del tempio. Il Tōji-in in seguito divenne il tempio funerario della dinastia Ashikaga e tutti e quindici shōgun Ashikaga sono qui seppelliti. Il nome del tempio fu successivamente scelto come uno dei due nomi postumi di Takauji, Tōji-inden (等持院殿?). (L'altro è Chōju-inden, dal nome del secondo bodaiji di Takauji. Vedi nota). Tōji-in era il numero uno del Kyoto Jissetsu, i templi immediatamente sotto il Gozan di Kyoto all'interno della rete nazionale dei Templi Zen del Sistema delle Cinque Montagne.
A causa della sua associazione con l'Ashikaga, ritenuta dai sostenitori dell'Imperatore come traditori perché avevano usurpato il potere imperiale, durante il restauro Meiji il tempio subì alcuni danni. Negli ultimi anni il tempio è stato restaurato per aumentare il suo fascino come attrazione turistica.

## Zone del tempio e giardini

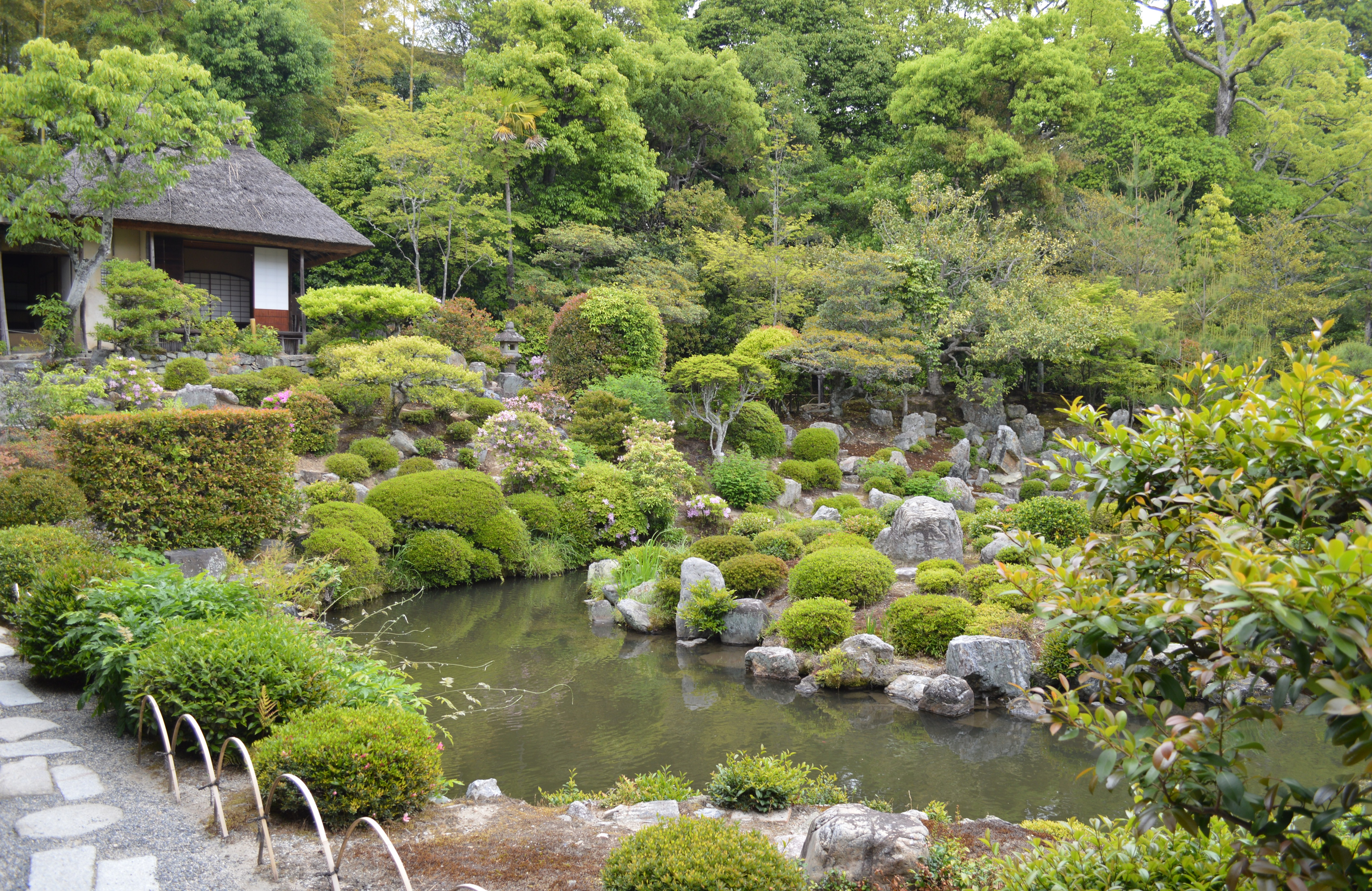
Il giardino

La sala principale (hondō) era originariamente un tacchū (sotto-tempio) del Myōshin-ji costruito nel 1616 per ordine del samurai Fukushima Masanori. Il giardino, gli stagni, e il Seirentei (清漣亭?) la sala da tè sono stati progettati da Musō Soseki. Il tesoro di Tōji-in possiede un disegno del tempio che è una Proprietà culturale importante.

### IlReikō-den

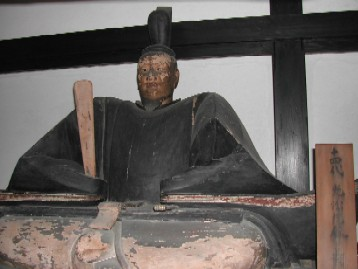
La statua di Ashikaga Yoshiteru presso il Reikō-den

Il Tokugawa Ieyasu e tutti i quindici shōgun Ashikaga sono adorati in un piccolo edificio chiamato Reikō-den (霊光殿?). Le sedici statue, che hanno un limitato valore artistico, sono allineate su due file ai lati della stanza, ciascuna seduta e con uno shaku che simboleggia il loro potere shogunale. I loro scultori sono sconosciuti, ma sono stati datati agli inizi del XVII secolo. La presenza tra gli shōgun Ashikaga di una statua di Tokugawa Ieyasu, fondatore dello shogunato Tokugawa, suggerisce che il Tokugawa desiderava collegarsi al clan Ashikaga e dare un'impressione di continuità tra le due dinastie. Come loro, Ieyasu ha affermato di essere un discendente del clan Minamoto.
Nel 1863 nove uomini irruppero nel Reikō-den e rubarono le teste dei primi tre shōgun Ashikaga, Takauji, Yoshiakira e Yoshimitsu, come una forma di vendetta per il loro ruolo nell'usurpare il potere dell'imperatore durante il periodo Nanbokuchō. Le teste mozzate furono poi esposte sulle rive del fiume Kamo insieme a cartelli che elencavano i loro crimini contro la nazione.